# Cerro Bayo (berg i Argentina, lat -40,75, long -71,60)
Cerro Bayo är ett berg i Argentina. Det ligger i den sydvästra delen av landet, 1 300 km sydväst om huvudstaden Buenos Aires. Toppen på Cerro Bayo är 1 782 meter över havet.
Terrängen runt Cerro Bayo är huvudsakligen kuperad, men åt sydväst är den platt. Runt Cerro Bayo är det mycket glesbefolkat, med 3 invånare per kvadratkilometer.. Närmaste större samhälle är Villa La Angostura, 3,7 km väster om Cerro Bayo.